# 盖尔方
盖尔方（法語：Guerfand，法語發音：[ɡɛʁfɑ̃]）是法国索恩-卢瓦尔省的一个市镇，属于索恩河畔沙隆区。

## 地理
盖尔方（46°47'13"N, 5°1'51"E）面积6.44 平方千米，位于法国勃艮第-弗朗什-孔泰大區索恩-卢瓦尔省，该省份为法国中部省份，北起顺时针与科多尔省、汝拉省、安省、罗讷省、卢瓦尔省、阿列省和涅夫勒省接壤。
与盖尔方接壤的市镇（或旧市镇、城区）包括：布雷斯地区圣马丹、蒙夸。

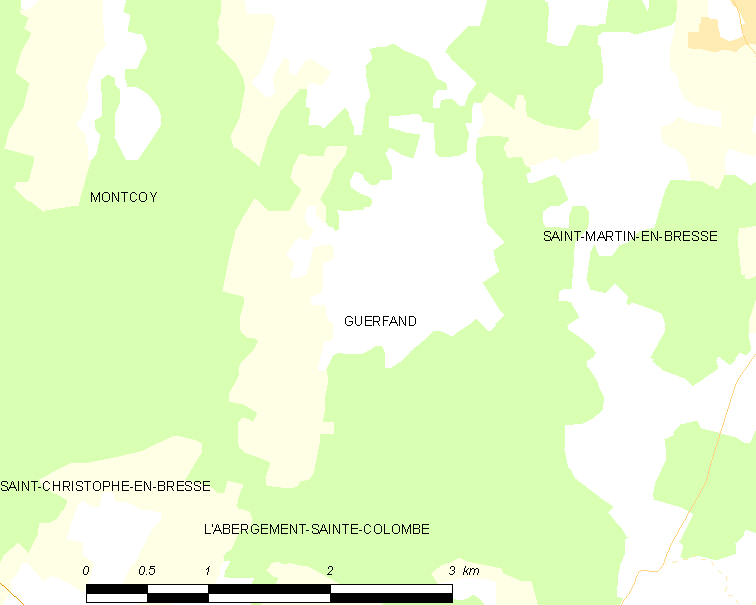
盖尔方的OSM定位图

盖尔方的时区为UTC+01:00、UTC+02:00（夏令时）。

## 行政
盖尔方的邮政编码为71620，INSEE市镇编码为71228。

## 政治
盖尔方所属的省级选区为索恩河畔乌鲁县。

## 人口

1962-2008年间盖尔方人口变化图示

盖尔方于2022年1月1日时的人口数量为226人。